# Jan Jacyna

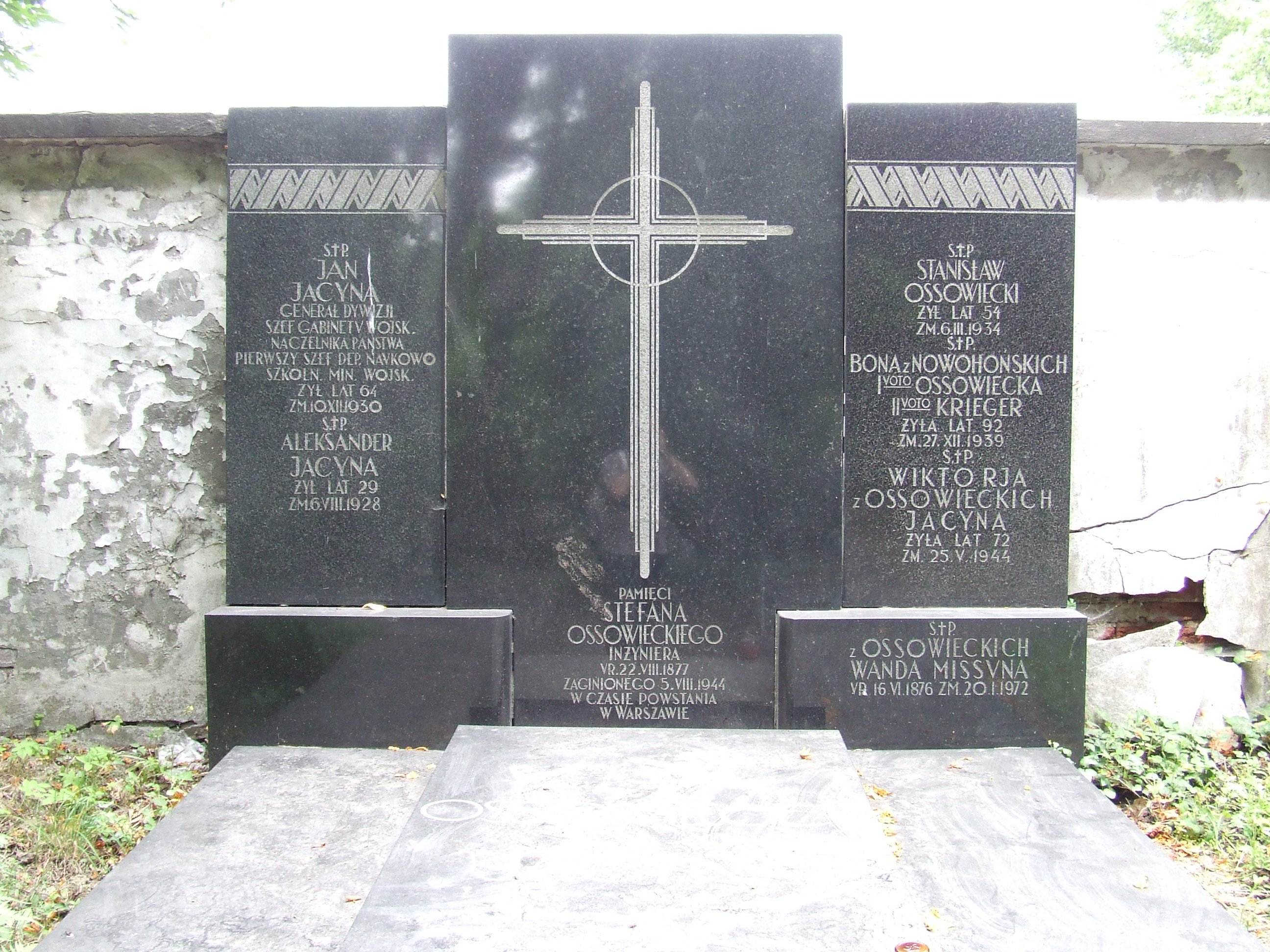
Grób rodziny Jacynów i Ossowieckich na cmentarzu Powązkowskim w Warszawie

Jan Jacyna (ur. 15 grudnia 1864, zm. 10 grudnia 1930 w Warszawie) – generał dywizji Wojska Polskiego, pisarz, inżynier.

## Życiorys
Był synem Aleksandra i Natalii z Hejnarowiczów. W 1878 ukończył gimnazjum w Petersburgu, a następnie Wyższą Szkołę Inżynieryjną w Kronsztadzie i petersburską Michajłowską Akademię Artylerii. Od 1885 był oficerem zawodowym artylerii w Armii Imperium Rosyjskiego. Przeszedł kolejne szczeble dowodzenia w czasie rosyjskich wojen imperialnych, a także pracował w szkolnictwie wojskowym. Od 1910 był wiceprezesem Towarzystwa Dobroczynności w Petersburgu oraz kuratorem kuchni studenckiej tamże. Generał major z 1911. Po rewolucji 1917 był aktywistą i wiceprezesem Związku Wojskowych Polaków oraz prezesem i skarbnikiem Naczelnego Polskiego Komitetu Wojskowego w Petersburgu. W czerwcu 1917 roku był członkiem Polskiego Wojskowego Komitetu Wykonawczego.

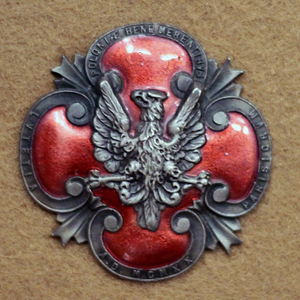
Odznaka Polskiej Wojskowej Misji Zakupów

W grudniu 1918 przyjęty został do Wojska Polskiego w stopniu generała majora i mianowany szefem Departamentu Szkolnictwa Wojskowego w Ministerstwie Spraw Wojskowych w Warszawie. Był także członkiem Rady Wojskowej oraz wchodził w skład pierwszego zarządu Ligi Żeglugi Polskiej (która m.in. przyczyniła się do powstania portu w Gdyni). 1 maja 1920 został zatwierdzony w stopniu generała podporucznika z 1 kwietnia tego roku. W 1921 pełnił funkcję szefa Polskiej Wojskowej Misji Zakupów w Paryżu. W latach 1921–1922 był adiutantem generalnym Naczelnika Państwa. Z dniem 1 czerwca 1922 został formalnie przeniesiony w stan spoczynku, w stopniu generała porucznika. Zatrzymany w służbie czynnej, był przewodniczącym Oficerskiego Trybunału Orzekającego, był również członkiem Komisji Ustawodawczej oraz Sądu Honorowego dla generałów. 26 października 1923 Prezydent RP Stanisław Wojciechowski zatwierdził go w stopniu generała dywizji.
Pod koniec życia zajął się pisarstwem. Był autorem kilku tomów pamiętników, w których przedstawił swoje przeżycia z różnych okresów XIX i XX w. Zmarł 10 grudnia 1930 w Warszawie. 12 grudnia 1931 roku został pochowany na tamtejszym cmentarzu Powązkowskim (kwatera PPRK-1-79,80).

### Rodzina
Jan Jacyna był żonaty z Wiktorią Ossowiecką, siostrą Stefana, z którą miał syna, Aleksandra.
Aleksander Jacyna urodził się w 1894 roku. W 1922 roku został zweryfikowany w stopniu porucznika ze starszeństwem z 1 czerwca 1919 roku w korpusie oficerów rezerwy artylerii. Był oficerem rezerwy 27 Pułku Artylerii Polowej i 2 Dywizjonu Artylerii Konnej. W czasie bitwy warszawskiej w sierpniu 1920 roku był osobistym adiutantem Wojskowego Gubernatora Warszawy. W ostatnich latach życia pełnił służbę dyplomatyczną. Zmarł 6 sierpnia 1928 roku w Nicei na ropne zapalenie płuc. 4 września 1928 roku został pochowany na cmentarzu Powązkowskim (kwatera PPRK-1-79,80).

## Awanse
- Porucznik – 1885
- Podpułkownik – 1900
- Generał major – 1911
- Generał lejtnant – 1917
- Generał podporucznik – 1 maja 1920 zatwierdzony z dniem 1 kwietnia 1920
- Generał porucznik – 1 czerwca 1922 z dniem przeniesienia w stan spoczynku
- Generał dywizji – 26 października 1923 zatwierdzony ze starszeństwem 1 czerwca 1919

## Ordery i odznaczenia
- Krzyż Komandorski Orderu Odrodzenia Polski (2 maja 1922)[12][13]
- Krzyż Walecznych
- Odznaka Pamiątkowa I Korpusu Polskiego w Rosji
- Wielki Oficer Orderu Korony Włoch (30 stycznia 1923, Włochy)[14]
- Order Izabeli Katolickiej II klasy (Hiszpania)
- Krzyż Komandorski Orderu Legii Honorowej (1922, Francja)[15][16]
- Oficer Orderu Legii Honorowej (1921, Francja)[17]
- Medal Zwycięstwa (Médaille Interalliée) (1925)[18]
- Order św. Włodzimierza III klasy (1912, Imperium Rosyjskie)
- Order św. Włodzimierza IV klasy (1902, Imperium Rosyjskie)
- Order św. Anny III kl. (1896, Imperium Rosyjskie)
- Order św. Stanisława I klasy (1914, Imperium Rosyjskie)
- Order św. Stanisława II klasy (1897, Imperium Rosyjskie)
- Order św. Stanisława III klasy (1892, Imperium Rosyjskie)
- Srebrny Medal pamiątkowy z koronacji Mikołaja II (1896, Imperium Rosyjskie)
- Znak absolwenta Michajłowskiej Akademii Artyleryjskiej (1888, Imperium Rosyjskie)
- Znak 200-lecia Korpusu Morskiego (1901, Imperium Rosyjskie)
- Srebrny znak ukończenia Morskiej Szkoły Inżynieryjnej cesarza Mikołaja I (1910, Imperium Rosyjskie)[19]

## Publikacje
Pamiętniki
- 30 lat w stolicy Rosji (1888–1918). Wspomnienia, Warszawa 1926
- W wolnej Polsce. Przeżycia (1918–1923), Warszawa 1927
- Przed przełomem (1923–1926). Przeżycia, Warszawa 1929
- Wiosna (1918–1926), Warszawa 1931

Inne
- Nauka artylerii, Warszawa 1922 (współautor)
- Zagłada Caratu, Warszawa 1930